# Joseph Louis Gay-Lussac
Joseph Louis Gay-Lussac (IPA: [ʒɔzɛf lwi ɡɛlysak]; Saint-Léonard-de-Noblat, 6 dicembre 1778 – Parigi, 10 maggio 1850) è stato un fisico e chimico francese, conosciuto soprattutto per le leggi sui gas che portano il suo nome (Prima legge di Gay-Lussac e Seconda legge di Gay-Lussac).
Importante scienziato francese, studiò fra il 1798 e il 1800 all'École Polytechnique di Parigi dove poi iniziò la sua carriera di professore di fisica e chimica. Nel 1804 compì vari esperimenti sulla composizione chimica dell'atmosfera terrestre e sulle variazioni nel campo magnetico terrestre utilizzando alcuni aerostati riempiti di idrogeno. Si occupò dello studio quantitativo delle proprietà dei gas. Effettuò importanti esperimenti sui gas per studiare il loro comportamento alle variazioni di temperatura a pressione costante.

## Rapporti di combinazione tra sostanze gassose
Quando due sostanze gassose reagiscono tra loro per formare nuove sostanze, anch'esse gassose, i volumi dei gas reagenti e di quelli prodotti stanno tra loro in rapporti espressi da numeri interi e semplici
la formulazione di questa legge è corretta e verificata, anche se nel periodo della sua formulazione risultava errata poiché i risultati di laboratorio erano diversi da quelli previsti da Gay-Lussac. Tuttavia la differenza tra previsione teorica e risultati sperimentali non dipendeva da un'errata formulazione della legge, ma dall'errato modello di molecola esistente allora.
Infatti si pensava che atomi uguali non potessero legarsi insieme per formare una molecola, dato che avendo cariche elettriche uguali si sarebbero respinti. Quindi la struttura microscopica di molti gas era errata, poiché era vista come insieme di singoli atomi indipendenti, e non era ritenuta possibile l'esistenza di molecole aventi più atomi identici. Solo con l'avvento di Amedeo Avogadro sappiamo che i gas possono anche essere formati da molecole aventi atomi dello stesso tipo, come l'idrogeno, l'ossigeno, il cloro, rappresentati quindi con H2, O2 e Cl2.
Per avere una rappresentazione pratica di quanto sopra enunciato si osservino questi due schemi:
- Come intuito all'epoca di Gay-Lussac:

1 litro di H + 1 litro di Cl → 1 litro di HCl, quindi:
1 atomo di H + 1 atomo di Cl → 1 molecola di HCl
- Dopo l'avvento di Avogadro:

1 litro di H2 + 1 litro di Cl2 → 2 litri di HCl, quindi:
1 molecola di H2 + 1 molecola di Cl2 → 2 molecole di HCl e quindi di conseguenza:
2 atomi di H + 2 atomi di Cl → 2 molecole di HCl
Questa legge permette inoltre di dedurre che in condizioni di uguale temperatura e pressione volumi uguali di gas differenti contengono lo stesso numero di molecole.

## Relazione tra pressione e temperatura in condizioni isocore

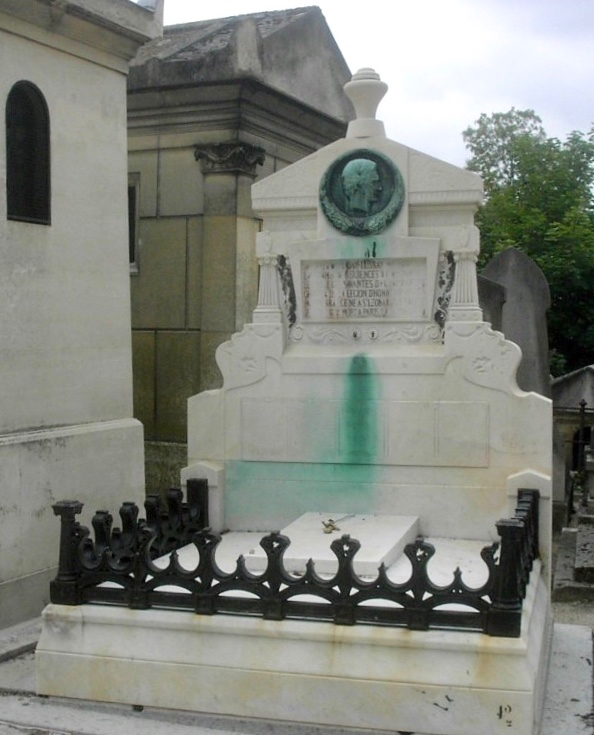
Tomba di Gay-Lussac nel Cimitero di Père-Lachaise, a Parigi.

A volume costante, quando la temperatura di una determinata quantità di gas aumenta di 1 °C la pressione del gas aumenta di una quantità uguale a 1/273 della pressione misurata a 0 °C
Un gas in condizioni isocore, ovvero di volume costante, quando viene riscaldato incrementa la propria temperatura, e di conseguenza il movimento delle particelle in esso contenute. In un solido i movimenti sono solamente delle vibrazioni, ma nei gas, ove le particelle sono svincolate l'una rispetto all'altra, esse si muovono a velocità molto elevate urtando tra di loro e contro le pareti del contenitore con maggiore frequenza e intensità, e di conseguenza aumenta la pressione.
La legge si attiene alla seguente regola matematica:
- PT = P0 °C + 1/273 × P0 °C × T

ove P = pressione, T = temperatura
e si legge così: la pressione a una data temperatura è uguale alla pressione a 0 °C + 1/273 × pressione a 0 °C × T